# سيماس خينديريس
سيماس خينديريس (17 فبراير 1981 ببانيفيزيس في ليتوانيا - ) هو لاعب كرة قدم ليتواني في مركز حراسة المرمى. لعب مع نادي أتلانتس ونادي إكراناس ونادي بلشينا بوبرويسك ونادي سلافيا-موزير ونادي مينسك ونادي نافتان نوفوبولوتسك وFC Gorodeya ‏ وFK Dainava Alytus ‏ ونادي شيلوت ‏ ونادي نفجيس كيدايني وإنكراس كاوناس ‏ وFC Torpedo Minsk ‏ وFC Akzhayik ‏.

## روابط خارجية
- سيماس خينديريس على موقع قاعدة بيانات كرة القدم.إي يو (الإنجليزية)
- سيماس خينديريس على موقع Soccerway.com (الإنجليزية)